# Crocicreas stramineum
Crocicreas stramineum är en svampart som först beskrevs av Berk. & Broome, och fick sitt nu gällande namn av S.E. Carp. 1980. Crocicreas stramineum ingår i släktet Crocicreas och familjen Helotiaceae.   Inga underarter finns listade i Catalogue of Life.